# Rappresentazione di Anima e di Corpo
De Rappresentazione di Anima e di Corpo (voorstelling van geest en lichaam) is een muziekstuk van Emilio de'Cavalieri dat voor het eerst werd uitgevoerd te Rome in februari 1600. Het libretto werd geschreven door Augostino Manni.
Dit muziektheaterwerk vertoont zowel kenmerken van een oratorium als van een opera en wordt in beide genres wel als de allereerste bewaard gebleven compositie beschouwd. Het libretto doet echter eerder denken aan een middeleeuwse moraliteit dan aan een klassiek drama, zoal s andere vroege opera's. Een verschil met latere oratoria was dat het werk scenisch werd uitgevoerd, met een decor. De Rappresentazione en vergelijkbare stukken worden soms ook wel als een afzonderlijk genre, de geestelijke opera.
Het stuk was geschreven vanuit de – waarschijnlijk onjuiste – gedachte dat de tekst in Griekse drama's niet werd gedeclameerd maar gezongen. Ook Jacopo Peri schreef in die tijd een opera, Euridice, geënt op een thema uit de klassieke mythologie. Reeds in die tijd was er enige discussie wie de eerste was.

## Het verhaal
Feitelijk behelst het libretto een discussie tussen een aantal allegorische figuren, welke achtereenvolgens het lichaam, de ziel of geest, het verstand, de goede raad, de tijd, het genot, de beschermengel, de wereld, het wereldse leven, de zalige ziel en de verdoemde ziel symboliseren. Het gaat hierbij om de strijd tussen het lichaam, dat werelds genot nastreeft, doch – mede gesteund door het verstand – wel beseft dat aan dit alles een einde komt. De ziel, daarentegen, streeft naar God.
Terwijl de wereld de mensen rijkdom en genot belooft, tracht de goede raad, bijgestaan door de beschermengel, de mens juist te bewegen het bedrog dat in deze zaken schuilt te herkennen. Zo ontspint zich een woordenstrijd. De goede raad laat de verdoemde zielen zien, die in het eeuwige hellevuur branden moeten, terwijl het verstand de gelukzalige zielen in de hemel toont.
Als de hel met daarin de verdoemde zielen zich voorgoed sluit, en de gelukzalige zielen de eeuwige vreugde bezingen, zijn ziel en lichaam ervan overtuigd dat ze de steile weg van de deugd en de godsvrucht moeten bewandelen en niet de brede weg van de wereldse genoegens.
De gezongen discussies worden afgewisseld met koorzang en met instrumentale stukken (ritornelli).

## Uitvoeringen
De Rappresentazione wordt nog steeds regelmatig uitgevoerd. Er zijn in het tijdvak 1990-2006 ten minste tien uitvoeringen van dit werk op cd uitgebracht (met heruitgaven in de periode 2013-2015).